# Assembleia de Deus em Abaetetuba
A Igreja Evangélica Assembleia de Deus em Abaetetuba (IEADA) é um ministério da Assembleia de Deus, localizado no município de Abaetetuba, no estado do Pará, Brasil. Fundada em 1928, a igreja realiza atividades religiosas e sociais que abrangem diversas áreas da comunidade local.

## História
A fundação ocorreu em 1928, liderada pelo Pastor Joãozinho. A primeira congregação foi estabelecida no Rio Guajará de Beja e, posteriormente, expandiu-se para a sede municipal.

## Desenvolvimento e Expansão
Desde sua criação, a Assembleia de Deus em Abaetetuba registrou crescimento significativo, com a implantação de congregações em áreas urbanas, rurais e ilhas próximas. As ações da igreja incluem evangelismo, serviços comunitários e projetos educacionais.

## Celebrações e Eventos Marcantes
91º Aniversário (2019): Evento realizado na Praça da Bandeira com participação de autoridades locais e apresentações culturais.
95º Aniversário (2023): A comemoração incluiu atividades que destacaram a história da igreja na cidade.

## Estrutura Atual
O Templo Central da Assembleia de Deus em Abaetetuba está situado no centro da cidade e serve como ponto central para eventos religiosos e administrativos.